# HTC Touch Cruise
HTC Touch Cruise (кодовое имя HTC Polaris, модельный индекс HTC P3650) — коммуникатор фирмы HTC под управлением Windows Mobile® 6.0 Professional. Модель была выпущена в декабре 2007 года, как продолжение другого коммуникатора компании HTC Artemis. 
В январе 2009 года компания HTC анонсировала устройство с полностью изменённым дизайном, которое также называлось HTC Touch Cruise (или HTC Touch Cruise II, или HTC Touch Cruise 09) (кодовое имя HTC Iolite, модельный индекс HTC T4242). Это было первое устройство с поддержкой HTC Footprints - технологией, позволяющей снабдить каждый фотоснимок текстовыми заметками, аудиозаписями, и GPS-координатами того места, где он был сделан.

## Характеристики HTC Touch Cruise
Процессор: Qualcomm MSM7200 400 MHz
Операционная система: Windows Mobile 6.0 Professional
Память: 256 МБ флэш-памяти, 128 МБ оперативной памяти
Размеры: 110 x 58 x 15.5 мм
Вес: 130 грамм
Дисплей: 2.8-дюймовый TFT-LCD (разрешение 240x320)
Сети: GSM 850/900/1800/1900, UMTS 850/1900/2100
Кнопки: четырёхсторонний джойстик с колесом прокрутки и центральной клавишей подтверждения, физические кнопки приёма и отбоя, две переназначаемые кнопки
GPS: GPS-приёмник - gpsOne (Qualcomm). Поддержка A-GPS
Коммуникации: Bluetooth 2.0 + EDR, Wi-Fi: IEEE 802.11b/g
Разъёмы: HTC ExtUSB (11-контактный mini-USB 2.0 с аудиовыходом)
Камера: 3.2 Мп с автофокусом
Фронтальная камера: 0.3 Мп
Аудио: один монофонический динамик
FM-радио: есть, с RDS
Карты памяти: microSD (совместимые с SD 2.0/SDHC)
Аккумулятор: 1350 мАч

## Характеристики HTC Touch Cruise II
Процессор: Qualcomm MSM7225 528MHz
Операционная система: Windows Mobile 6.1 Professional
Память: 512 МБ флэш-памяти, 256 МБ оперативной памяти
Размеры: 102 x 53.5 x 14.5 мм
Вес: 103 грамм
Дисплей: 2.8-дюймовый TFT-LCD (разрешение 240x320)
Сети: GSM 850/900/1800/1900, UMTS 900/2100
Кнопки: четырёхсторонний джойстик с колесом прокрутки и центральной клавишей подтверждения, физические кнопки приёма и отбоя, две переназначаемые кнопки
GPS: GPS/A-GPS
Коммуникации: Bluetooth 2.0 + EDR, Wi-Fi: IEEE 802.11b/g
Разъёмы: HTC ExtUSB (11-контактный mini-USB 2.0 с аудиовыходом)
Камера: 3.2 Мп без автофокуса
Фронтальная камера: нет
Аудио: один монофонический динамик
FM-радио: нет
Карты памяти: microSD (совместимые с SD 2.0/SDHC), поддержка до 32 ГБ
Аккумулятор: 1100 мАч

## Описание
Процессор Qualcomm MSM 7200 с частотой 400 МГц, оперативная память 128 МБ (доступно 101 МБ), флеш-память объёмом 256 МБ (доступно 111 МБ), расширяемая картой microSD 2.0. Дисплей 2,8 дюйма, матрица TFT с разрешением 240х320 пикселей (qVGA), 65 тысяч цветов. Оснащен модулем спутниковой навигации gpsOne и колесом прокрутки RollR.
Операционная система Windows Mobile 6 Professional (сборка 18129.0.4.5). Система TouchFLO позволяет получить доступ к нескольким панелям, 3D интерфейсу и прокрутке экрана. Имеется несколько вариантов клавиатур, замена стандартной клавиатуры имеет увеличенные кнопки и несколько литер.
Приложения: диспетчер задач, программу для просмотра документов PDF, браузер Opera и агрегатор RSS-сообщений. Также установлены виртуальная Java машина и проигрыватель flash-роликов.
На диске из комплекта поставки записаны две программы: Sprite Backup (создание резервных копий данных и восстановление информации из архивов) и Spb GPRS Monitor (ведение учёта интернет-трафика).
Платформа Qualcomm Convergence Platform включает в себя чип спутниковой навигации gpsOne. Основная особенность чипа заключается в поддержке технологии Assisted-GPS или A-GPS.

## Обзоры
- Артем Лутфуллин. Предварительный обзор UMTS-коммуникатора HTC Touch Cruise. Mobile-review.com (13 ноября 2007). Дата обращения: 15 декабря 2010.
- Артем Лутфуллин. HTC Touch Cruise (Iolite) – первые впечатления. Mobile-review.com (22 января 2009). Дата обращения: 15 декабря 2010.

- Сергей Соломатин. HTC Touch Cruise — Дальнейшее развитие коммуникаторов с GPS. IXBT.com (26 августа 2008). Дата обращения: 18 декабря 2012.

- Рябинин Дмитрий. Обзор HTC Touch Cruise (Polaris). Sotovik.ru (28 ноября 2007). Дата обращения: 18 декабря 2012.

- Тихонов Валерий. Обзор HTC Touch Cruise (P3650) – мобильный фарш. Mobiset.ru (10 апреля 2008). Дата обращения: 18 декабря 2012.

- Алекс Экслер. Обзор коммуникатора HTC Touch Cruise. Exler.ru (12 августа 2008). Дата обращения: 18 декабря 2012.